# Erik Tudeer
Erik Tudeer, född 1931, död 2001, var en åländsk politiker (obunden) och författare, som sådan främst under pseudonymen T. Udde.
Tudeer var ledamot av Ålands lagting 1995 och 1996-1999 samt kansliminister i Ålands landskapsstyrelse 1995-1996. 
Som skönlitterär författare använde Tudeer pseudonymen T. Udde. Tudeer/Udde skrev bland annat Strandhugg till döds, en deckare förlagd till den åländska skärgården, med bankdirektören C.O. Larsson som ofrivillig amatördetektiv.